# Georgianos
Georgianos, ou cartvélios (em georgiano:  ქართველები, transl. cartvelebi) são os integrantes de um grupo étnico caucasiano, habitantes nativos da Geórgia, país no qual formam a maioria da população. Existem grandes comunidades de georgianos expatriados na Rússia, União Europeia, Estados Unidos e América do Sul.
A maior parte dos georgianos é formada por cristãos, mais especificamente cristãos ortodoxos orientais, e seguem a Igreja Ortodoxa Georgiana, autocéfala, cuja origem remonta ao século IV. Também existem, no entanto, comunidades de georgianos católicos e muçulmanos, em Tiblíssi, capital do país, e na região de Adjara.
Um processo complexo de formação nacional resultou num conjunto diversificado de subgrupos geográficos, cada qual com suas tradições, costumes, dialetos (e, no caso dos mingrélios e suanos, idiomas) característicos. A língua georgiana, com seu próprio alfabeto e uma extensa tradição escrita que remonta ao século V, é o idioma oficial da Geórgia, e a língua usada para toda a literatura e educação dos georgianos que vivem no país. O georgiano, o mingrélio e o suano, juntamente com o laze, falando pelos lazes, formam a família das línguas cartevélicas.
Localizados no Cáucaso, no extremo sudeste da Europa, o povo georgiano lutou para proteger sua identidade cristã diante de uma imensa pressão dos impérios islâmicos vizinhos. No início do século XI, formaram um reino unificado que surgiu como uma potência regional dominante, até ser enfraquecido pelas invasões do conquistador turco-mongol Tamerlão, e por divisões internas que se seguiram à morte de Jorge V, o Brilhante, último dos grandes reis da Geórgia. Para assegurar sua sobrevivência como um reino cristão, o país foi obrigado a estabelecer uma aliança com o Império Russo, visto como substituto do Império Bizantino, tradicional aliado georgiano que havia sido derrotado pelos turcos otomanos. O reino, no entanto, acabou sendo anexado pela Rússia em 1801; os georgianos reconquistaram brevemente a independência nacional de 1918 a 1921, porém a independência definitiva foi obtida apenas em 1991, da União Soviética.

## Etimologia
Os georgianos chamam a si mesmo de cartvelebi (ქართველები), seu país de Sacartvelo (საქართველო), e sua língua de Cartuli (ქართული). De acordo com as Crônicas Georgianas, o ancestral do povo cartvélio era Cartlos, bisneto do personagem bíblico Jafé. Autores da Antiguidade, como os gregos Estrabão, Heródoto, Plutarco, Homero, e os romanos Tito Lívio, Cornélio Tácito, referiram-se aos georgianos orientais como iberos (Iberoi, nas fontes gregas) e aos georgianos ocidentais como colcos.

## Origens
A maior parte dos historiadores e acadêmicos da Geórgia, bem como antropólogos, arqueólogos e linguistas, tendem a concordar que os ancestrais dos georgianos atuais habitavam a região do sul do Cáucaso e norte da Anatólia desde o período Neolítico. Estudiosos costumam se referir a estes povos arcaicos como tribos proto-cartevélias (ou proto-georgianas).
Os georgianos eram conhecidos, na Antiguidade, pelos gregos e romanos antigos, como colcos e iberos. Tribos georgianas orientais, conhecidos como tibarenos-iberos, formaram seu reino no século VII a.C.; tribos georgianas ocidentais, no entanto, como os moscos, suanos, mingrélios, fundaram o primeiro estado georgiano, a Cólquida, antes da fundação do Reino Ibero no leste. De acordo com estudiosos locais, as formações destes dois reinos antigos, Cólquida e Ibéria, teria resultado na consolidação e na uniformidade da nação georgiana.
Tribos proto-georgianas:
- A obra do célebre cronista romano-judaico da Antiguidade, Josefo, menciona os georgianos como "iberos", que também eram chamados de Thobel (Tubal).[16]

- Os diauehi, nas fontes assírias, e os taocos, nas fontes gregas, viviam na parte nordeste da Anatólia. Esta tribo antiga é considerada por muitos acadêmicos como os ancestrais dos georgianos; os georgianos modernos ainda se referem a esta região, que pertence atualmente à Turquia, como Tao-Clarjécia, um antigo reino georgiano. Algumas pessoas na região ainda falam o georgiano.[17]

- Os colcos habitavam o antigo reino georgiano ocidental da Cólquida. Mencionados pela primeira vez nos anais assírios de Tiglate-Pileser I e nos anais do rei urartiano Sarduri II; também abrangiam a tribo georgiana ocidental dos mesquécios.[14][18]

- Iberos caucasianos, também conhecidos como 'tiberianos' ou 'tiberanianos', habitavam o reino georgiano oriental da Ibéria[14]

Tanto os colcos quanto os iberos desempenharam um papel importante na formação étnico-cultural da nação georgiana moderna.
De acordo com o especialista em estúdios do Cáucaso, Cyril Toumanoff, por aparecer como o primeiro estado caucásico a conquistar a coalescência da nação recém-chegada, a Cólquida pode ser vista não só como um reino proto-georgiano, mas sim como um reino georgiano (ocidental); "parece natural que se procure os inícios da história social georgiana na Cólquida, a primeira formação georgiana.

## Características físicas

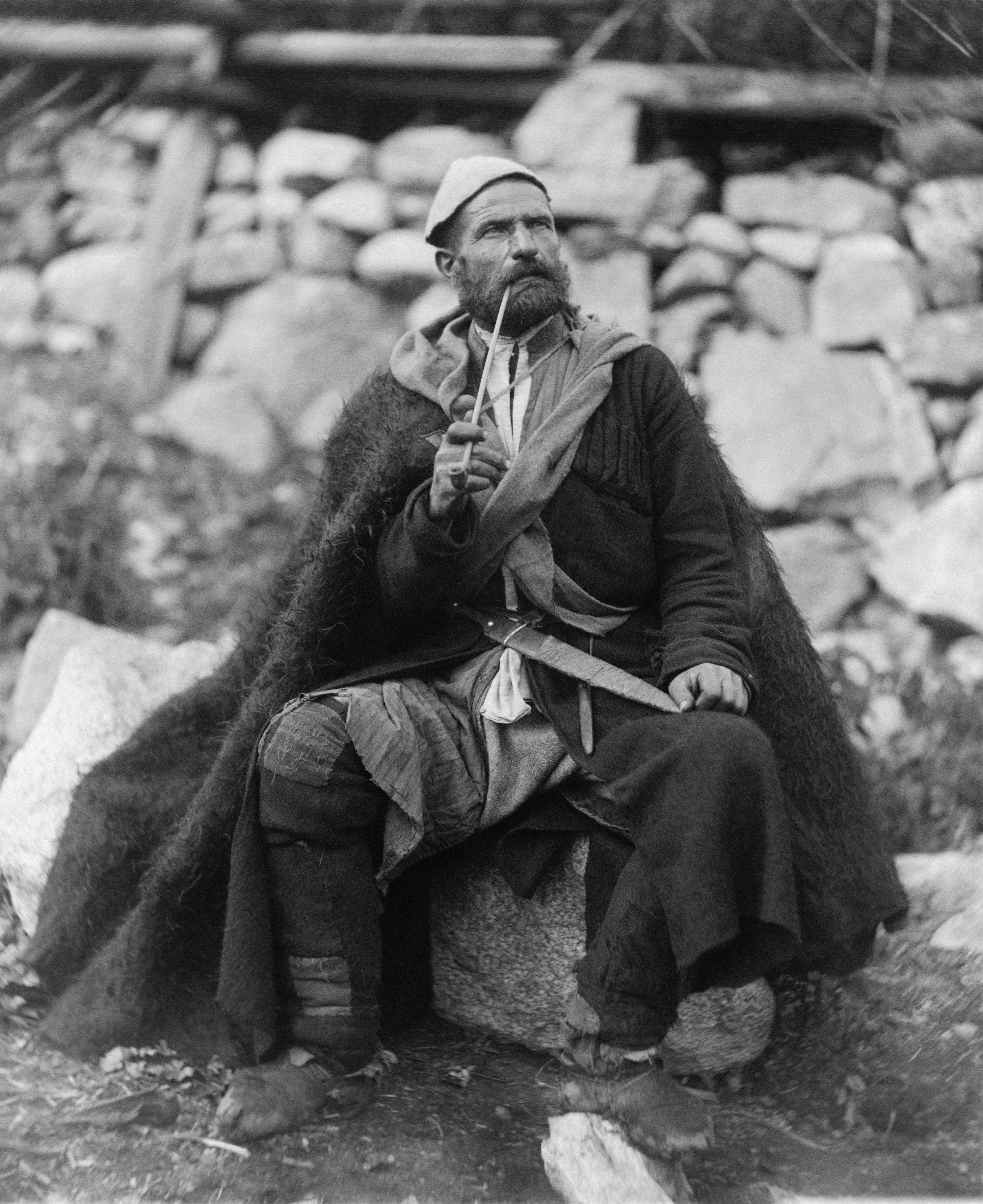
Georgiano (suano) habitante das montanhas. Mestia (1888-1900)

Os georgianos são classificados como caucasoides , e frequentemente têm cabelos e olhos castanhos. Os georgianos que habitaram historicamente nas regiões montanhosas e menos ensolaradas da Geórgia ocidental - especialmente os mingrélios e os suanos - tendem a ter peles mais claras, com uma frequência maior de cabelos loiros e olhos azuis ou verdes.
Estudos de genética humana sugerem que o Y-DNA georgiano pertence, tipicamente, ao haplogrupo J2, também encontrado na Grécia e na Itália, bem como o haplogrupo G.

## Cultura

### Língua e subdivisões linguísticas
O georgiano é a língua primária dos georgianos de todas as origens, incluindo aqueles que falam outros idiomas caucasianos meridionais: os mingrélios, suanos, e os lazes. O idioma conhecido atualmente como georgiano é a língua falada tradicionalmente na parte oriental do país, e que se espalhou para a maior parte da Geórgia atual após a centralização que se seguiu ao período de cristianização ocorrido no primeiro milênio; atualmente, georgianos de todas as regiões utilizam este idioma como sua língua oficial. As línguas regionais - o mingrélio e o suano - tem suas raízes na região ocidental do país, e foram falados tradicionalmente no reino pré-cristão da Cólquida, porém perderam sua importância à medida que surgiu um Reino Georgiano unificado. Seu declínio deveu-se principalmente ao fato da capital do reino unificado, Tiblíssi, situar-se na parte leste do país, conhecida como Ibéria - o que efetivamente transformou a língua falada no leste do país na língua oficial do monarca georgiano.
Todos estes idiomas formam a família das línguas caucasianas meridionais, juntamente com o idioma aparentado dos lazes, que tem falantes na Turquia e Geórgia.
Entre os dialetos do georgiano estão os que são falados em Imerícia, Racha-Lechúmia, Gúria, Imerquevi (na Turquia), Ibéria, Caquécia, Ingilo (no Azerbaijão), Tuxécia, Khevsur, Khevi, Pshavi, Mtiulécia, Mesquécia, além do dialeto fereydan do Irã, em Fereydunshahr e Fereydan, e do dialeto ajário.

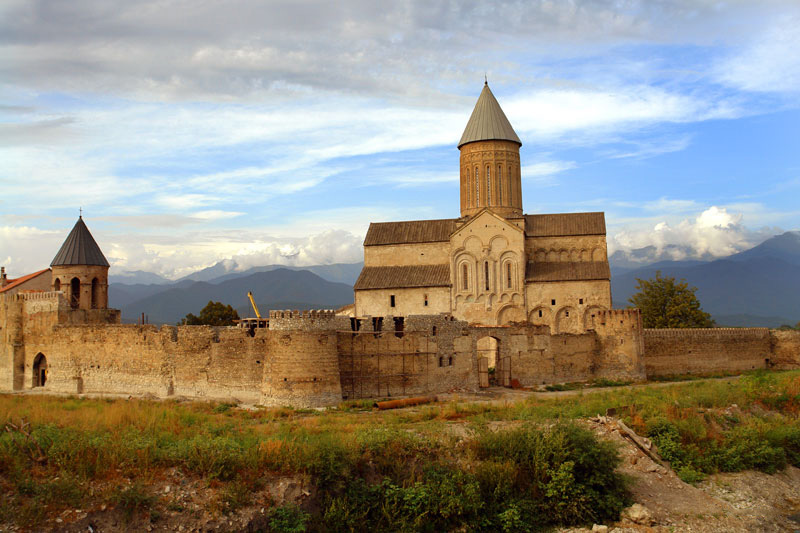
O Mosteiro de Alaverdi, um dos edifícios religiosos medievais mais importantes da Geórgia.

### Culinária
A culinária da Geórgia é bem peculiar àquele país, embora também contenha influências de outra tradições culinárias europeias, bem como da Ásia Ocidental. Cada província histórica da Geórgia tem sua própria tradição culinária distinta, como por exemplo as culinárias mingrélia, de Caquécia ou Imerícia. Além de diversos pratos feitos de carne, a culinária georgiana também tem um grande número de pratos vegetarianos.
A importância da comida e bebida na cultura georgiana pode ser observada com maior intensidade durante um banquete tradicional do Cáucaso, ou supra, ocasião na qual uma quantidade enorme de pratos é preparada, quase sempre acompanhados por grandes quantidades de vinho, numa refeição que pode durar horas. Num banquete tradicional georgiano, o papel do tamada, o responsável pelos brindes, é considerado um cargo de honra e importância.
Nos países da antiga União Soviética, a comida georgiana é popular devido ao influxo de imigrantes georgianos às diversas repúblicas soviéticas, especialmente a Rússia, onde as principais cidades têm restaurantes georgianos ou restaurantes russos com pratos georgianos em seus cardápios.